# متحف بيترسن للسيارات
متحف بيترسون للسيارات هو متحف تأسس عام 1994 في مدينة لوس أنجلوس في الولايات المتحدة الأمريكية على يد مارجي وروبرت بيترسون ويعرض فيه أندر وأغلى السيارات القديم منها والحديث على حد سواء.

## معرض صور

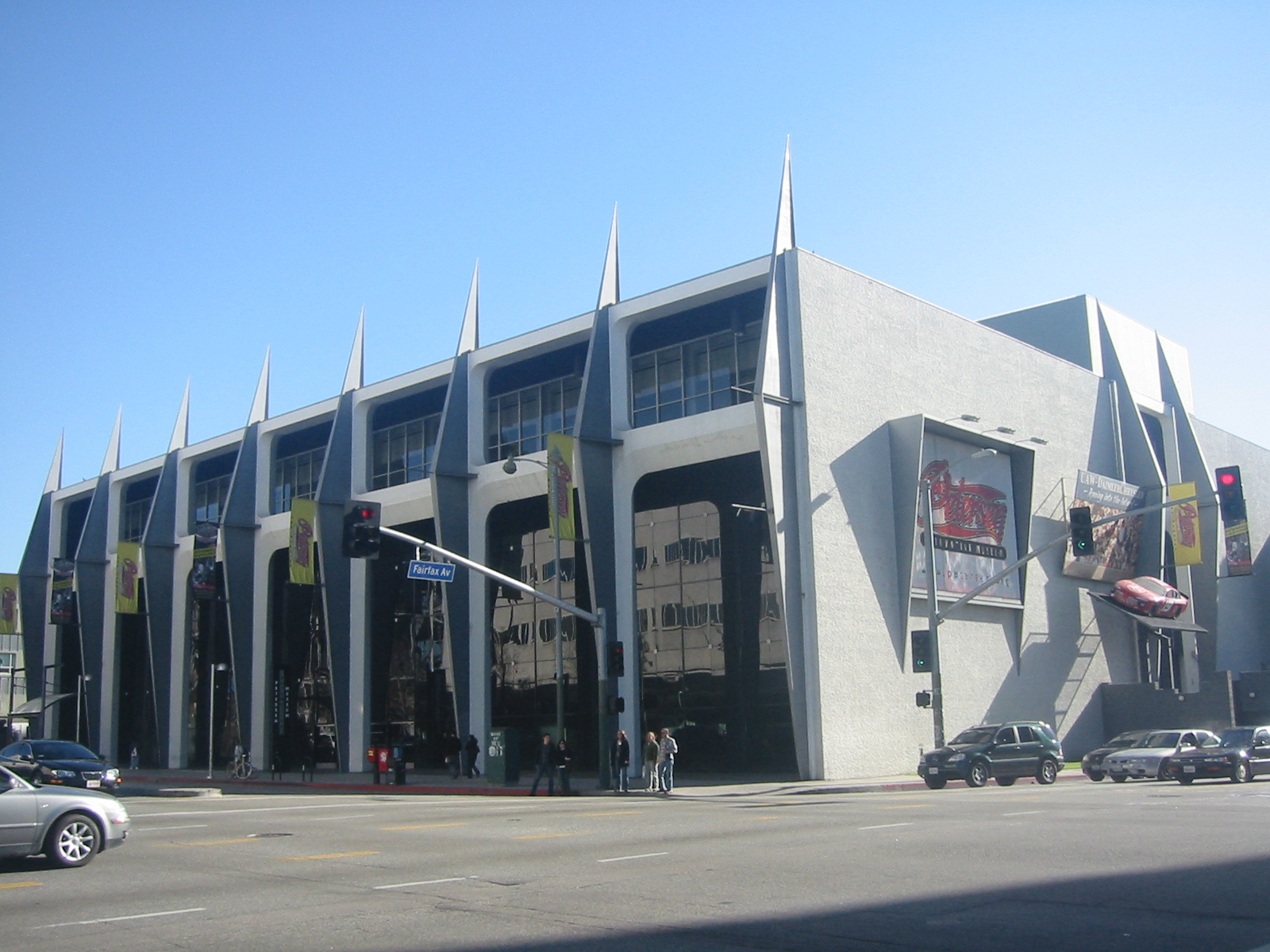
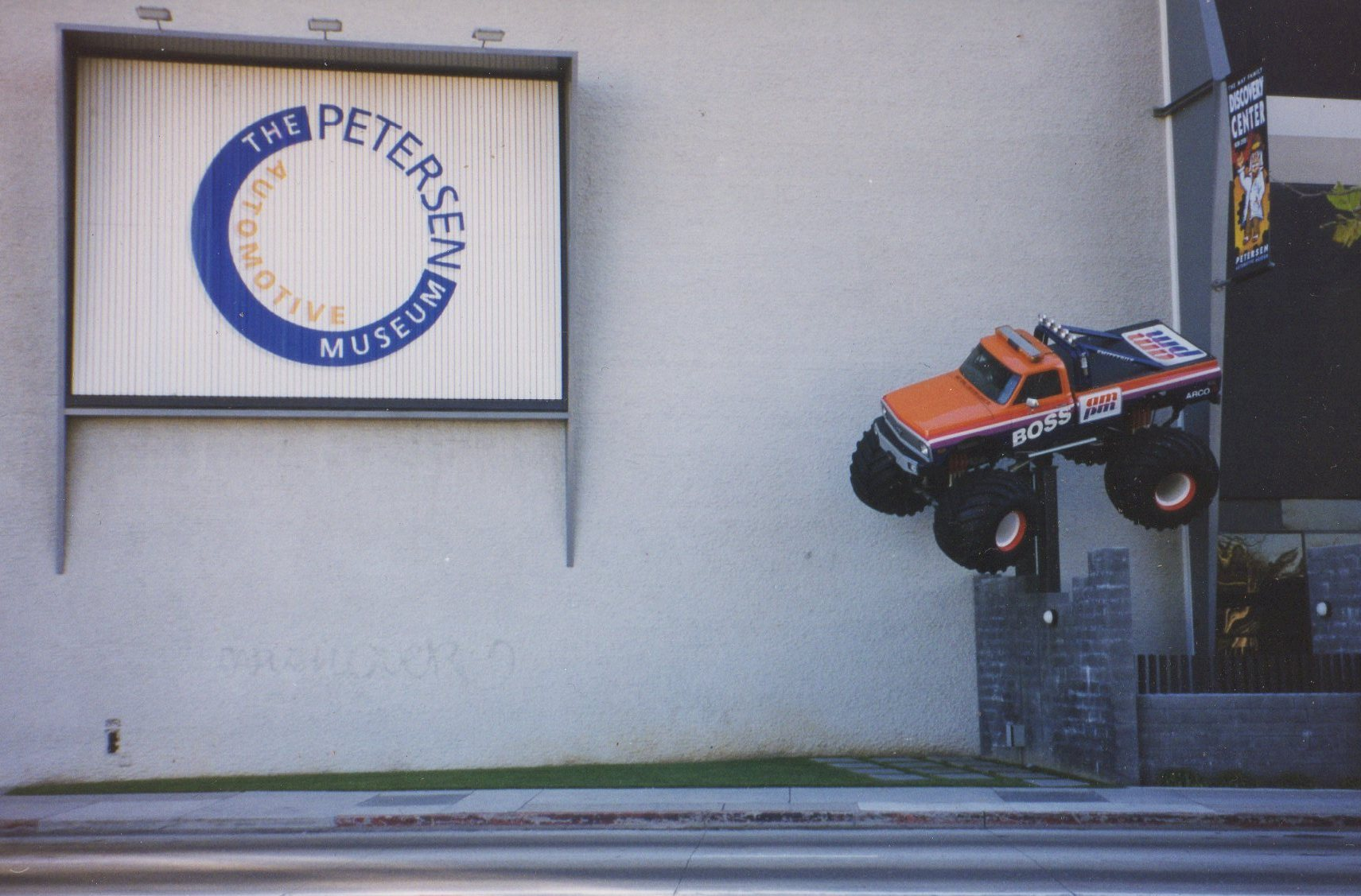
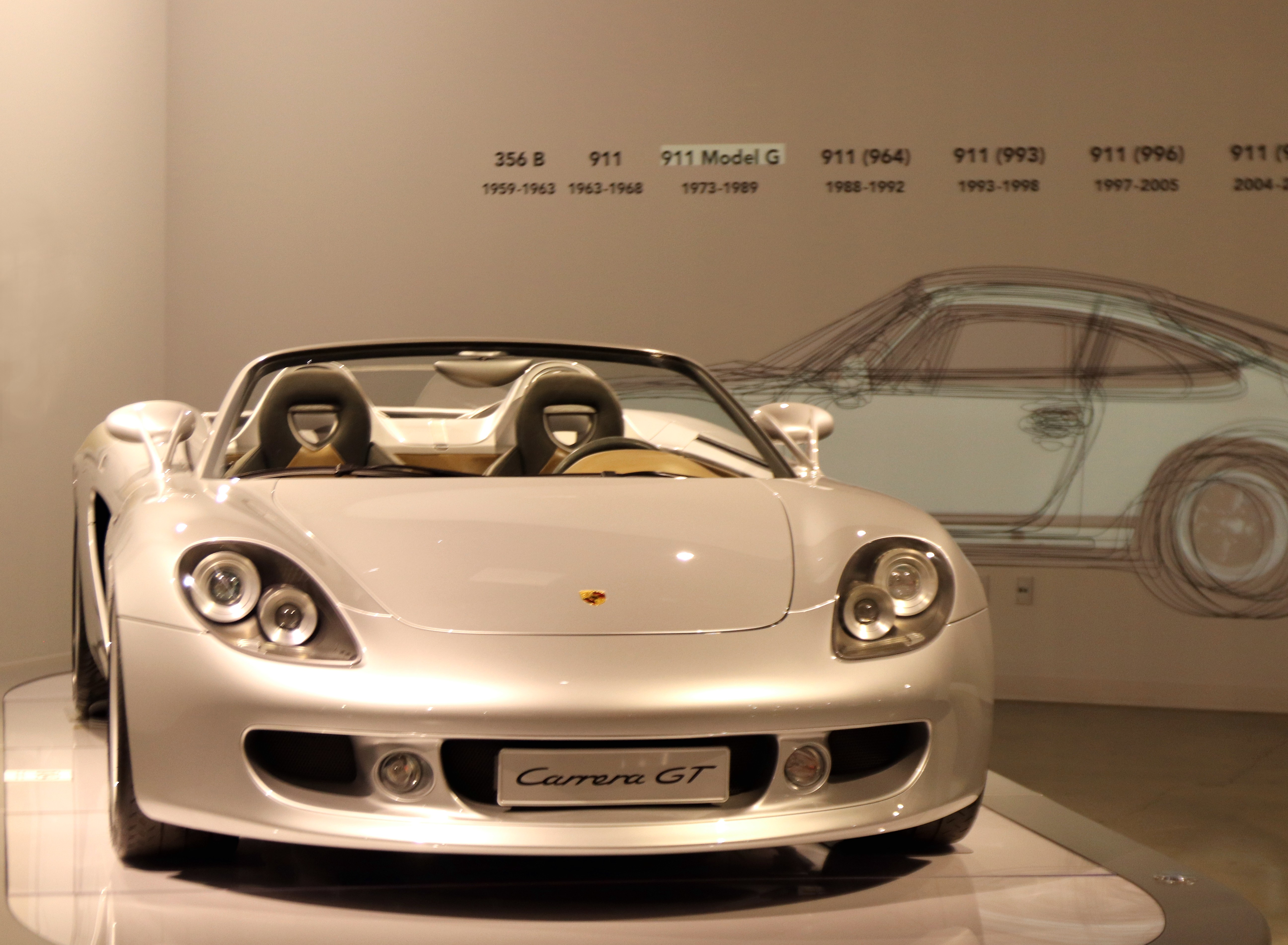

## روابط إضافية
- Petersen Automotive Museum - The museum's web page
- A brief history of the Petersen Automotive Museum نسخة محفوظة 29 أغسطس 2010 على موقع واي باك مشين. - Article in the Los Angeles Business Journal